# Municipio de Lerdo de Tejada
El municipio de Lerdo de Tejada es uno de los 212 municipios del estado mexicano de Veracruz. Su cabecera es la localidad de Lerdo de Tejada.
El municipio cuenta con 34 localidades, de las cuales sólo la cabecera municipal es considerada como centro urbano aunque cabe mencionar que más del 92 % de la población se concentra en dicha cabecera.
En la ciudad se encontraba el ingenio azucarero, Nuevo San Francisco. 

## Historia
1500. Existencia de Tlazintla, pueblo prehispánico antecedente de Lerdo de Tejada.
1899. En la proximidad de la congregación Naranjal se funda la Central San Francisco.
1900. Aparece la congregación de Naranjal del municipio de Saltabarranca.
1901. El Naranjal se independiza del municipio de Saltabarranca.
1923. El 5 de julio, el municipio el Naranjal, se denomina Lerdo de Tejada, en honor del distinguido xalapeño Lic. Sebastián Lerdo de Tejada.
1930. Como efecto de la crisis mundial de 1929 la demanda de azúcar disminuyó tanto que la caña se queda sin recoger en los campos.
1950. El presidente Miguel Alemán junto con el gobernador Marco Antonio Muñoz inauguran el tramo carretero Alvarado-Lerdo-San Andrés Tuxtla y visitan el ingenio San Francisco.
1966. El presidente de la República inaugura simbólicamente la electrificación del municipio con un costo de 45 000 pesos.
1967. Por decreto el 13 de junio la villa Lerdo de Tejada, se elevó a la categoría de Ciudad.

## Datos generales

### Localización
Se encuentra ubicado en la zona Sur del Estado, en las coordenadas 19°38′ de latitud Norte y 95°31′ de longitud Oeste, a una altitud de 10 metros sobre el nivel del mar. Su distancia aproximada al Sureste de la capital del Estado, por carretera es de 207 kilómetros.

### Límites municipales
Tiene límites administrativos con los siguientes municipios y/o accidentes geográficos, según su ubicación:
|                              | Norte: Golfo de México |                       |
| Oeste: Alvarado, Tlacotalpan |                        | Este: Ángel R. Cabada |
|                              | Sur: Saltabarranca     |                       |

### Extensión
Tiene una superficie de 135,72 kilómetros cuadrados, cifra que representa el 0,19 % del total del Estado.

### Hidrografía
Se encuentra regado por arroyos que son tributarios de la Laguna de Alvarado, además de esteros y parte de los humedales de la Laguna La Popotera localizada entre los municipios de Lerdo de Tejada y Alvarado.

### Clima
Su clima es cálido-regular con una temperatura promedio de 35 °C.; su precipitación pluvial media anual es de 1748 milímetros.

## Evolución demográfica
De a cuerdo a la información presentada por el Instituto Nacional de Estadística y Geografía (INEGI) en su segundo censo nacional 2005, hay un total de 18 640 habitantes de los cuales 8676 son hombres y 9964 son mujeres.